# یواس‌اس نیکلسون (دی‌دی-۹۸۲)
یواس‌اس نیکلسون (دی‌دی-۹۸۲) (به انگلیسی: USS Nicholson (DD-982)) یک کشتی بود که طول آن 529 ft (161 m) waterline; 563 ft (172 m) overall بود. این کشتی در سال ۱۹۷۷ ساخته شد.